# Traffic – nadvláda gangů
Traffic – nadvláda gangů (v anglickém originále Traffic) je americký kriminální film z roku 2000. Režisérem filmu je Steven Soderbergh. Hlavní role ve filmu ztvárnili Benicio del Toro, Jacob Vargas, Marisol Padilla Sánchez, Tomás Milián a Michael Douglas.

## Ocenění
- Oscar - Benicio del Toro získal cenu v kategorii nejlepší herec ve vedlejší roli. Steven Soderbergh získal cenu v kategorii nejlepší režie. Stephen Gaghan získal cenu v kategorii nejlepší scénář. Stephen Mirrione získal cenu v kategorii nejlepší střih. Film byl dále nominován v kategorii nejlepší snímek roku.
- Zlatý glóbus - Benicio del Toro získal cenu v kategorii nejlepší herec ve vedlejší roli ve filmu. Stephen Gaghan získal cenu v kategorii nejlepší scénář. Film byl dále nominován v kategorii nejlepší dramatický snímek roku, Steven Soderbergh byl nominován v kategorii nejlepší režie a Catherine Zeta-Jones byla nominována v kategorii nejlepší herečka ve vedlejší roli ve filmu.
- BAFTA - Benicio Del Toro získal cenu v kategorii nejlepší herec ve vedlejší roli. Stephen Gaghan získal cenu v kategorii nejlepší adaptovaný scénář. Stephen Mirrione byl nominován v kategorii nejlepší střih, Steven Soderbergh pak v kategorii nejlepší režie.
- SAG Award - Benicio Del Toro získal cenu v kategorii nejlepší mužský výkon v hlavní roli. Hlavní obsazení filmu pak získalo hromadné ocenění v kategorii nejlepší obsazení.

## Obsazení
| Benicio del Toro        | Javier Rodriguez   |
| Jacob Vargas            | Manolo Sanchez     |
| Marisol Padilla Sánchez | Ana Sanchez        |
| Tomás Milián            | Arturo Salazar     |
| Michael Douglas         | Robert Wakefield   |
| Amy Irving              | Barbara Wakefield  |
| Erika Christensen       | Caroline Wakefield |
| Topher Grace            | Seth Abrahams      |
| James Brolin            | Ralph Landry       |
| Albert Finney           | šéf protokolu      |
| Catherine Zeta-Jones    | Helena Ayala       |
| Dennis Quaid            | Arnie Metzger      |
| Don Cheadle             | Montel Gordon      |
| Luis Guzmán             | Ray Castro         |
| Benjamin Bratt          | Juan Obregón       |
| Salma Hayek             | Rosario            |